# زمان بحرین
زمان بحرین منطقه زمانی کشور بحرین است که ۳ ساعت جلوتر از ساعت گرینویچ است و با یوتی‌سی ۳:۰۰+ که زمان استاندارد عربستان سعودی (AST) است هماهنگی دارد. بحرین در حال حاضر از ساعت تابستانی بهره نمی‌برد.